# Sofia Corradi
Sofia Corradi (Roma, 5 settembre 1934) è una pedagogista italiana.
È soprannominata "mamma Erasmus" in quanto ha ideato e costruito il Programma Erasmus per l'interscambio degli studenti fra le università europee..

## Biografia
Nata a Roma nel 1934, ha studiato Giurisprudenza all'Università di Roma "La Sapienza". Nel 1957 è andata a studiare negli Stati Uniti grazie ad una borsa di studio  Fulbright. Nonostante le mancassero pochi esami e la tesi, ha comunque conseguito un Master in legislazione universitaria comparata alla Columbia University.
Ha concepito l'idea dell'Erasmus al suo rientro a Roma, in quanto l'università non le ha riconosciuto il Master conseguito all'estero e le ha chiesto di completare il regolare corso di studi.
Dopo la laurea, in parallelo alla carriera universitaria è diventata consulente scientifico della associazione dei Rettori delle università italiane e questo ruolo le ha permesso di far conoscere la sua idea in ambito accademico e internazionale.
Nel 1969 ha predisposto il seguente memorandum, che conteneva la prima idea del progetto Erasmus: «Lo studente, anche se non appartenente a famiglia residente all'estero, può chiedere di svolgere parte del suo piano di studio presso università straniere, presentandolo all’approvazione del Consiglio di Facoltà in preventivo. Il Consiglio di Facoltà potrà dichiarare l'equivalenza, che diventerà effettiva dopo che lo studente avrà prodotto la documentazione degli studi compiuti all’estero». 
Tale memorandum è stato promosso presso il Ministro italiano dell'istruzione da Alessandro Faedo, Presidente della Conferenza permanente dei rettori delle università italiane. È seguito, sempre nel 1969, un incontro italo-francese a Pisa, su cui Corradi ha predisposto un ampio comunicato stampa pubblicato il 9 dicembre 1969 da numerosi giornali italiani col titolo"La conferenza dei rettori italo-francese: accordi per il riconoscimento degli studi fatti all’estero".
Nel 1969, il Ministro della Pubblica Istruzione, Mario Ferrari Aggradi, ha adottato il memorandum di Corradi come base per il disegno di legge 612/1969 per la riforma dell'università italiana, così definito nella relazione al Senato: "Con queste norme l'Italia si pone in posizione di grande apertura europea ed internazionale, dando, in questo, l'esempio per la futura legislazione universitaria di altri paesi". Tuttavia tale disegno di legge, dopo essere stato approvato al Senato, dopo un iter durato tre anni e mezzo, non è stato approvato alla Camera per la fine anticipata della V legislatura.
Nel 1976 tale principio è stato sancito a livello europeo con l'approvazione della Risoluzione del 9 febbraio 1976 della Comunità economica europea che incoraggiava gli scambi di studenti tra le università di diversi Paesi. Tale risoluzione ha permesso la sperimentazione (durata dal 1976 al 1986, il decennio dei "Joint Study Programs") di quel modello di ''mobilità con riconoscimento dei crediti" che, dopo varie lentezze ed ostacoli, sarebbe diventato il Programma Erasmus nel 1987. Tutto l'íter è narrato e documentato nel libro di Corradi del 2015 indicato in bibliografia.

## Attività didattica e di ricerca
Ha effettuato attività di ricerca presso la Commissione per i Diritti Umani dell’ONU, in cui ha approfondito il tema del diritto all'educazione come diritto umano fondamentale, l'Accademia di diritto internazionale dell'Aia, London school of Economics a Londra, UNESCO a Parigi. Ha insegnato Educazione permanente degli adulti (Lifelong learning) nella Facoltà di Scienze della Formazione dell'Università Statale degli Studi Roma Tre dal 1980 al 2004.

## Opere
- Sofia Corradi, Educazione degli adulti e comunità familiare. La formazione del genitore per la funzione educativa nella comunità familiare, Roma, Bulzoni, 1975.
- Sofia Corradi, Erasmus e Comet. Educazione degli adulti e formazione universitaria transculturale, Roma, Bulzoni, 1988.
- Sofia Corradi e Isabella Madia, Un percorso di auto-educazione. Mario Verdone, Roma, Università Roma Tre, 2002, ISBN 88-7999-429-8.
- Giuditta Alessandrini, Sofia Corradi e Altri autori, Pedagogia e formazione nella società della conoscenza. Atti del convegno nazionale 2001 della Società italiana di pedagogia: "Nuova formazione e nuove professioni nella società della conoscenza", Milano, Franco Angeli, 2005, ISBN 9788846434593.
- Sofia Corradi, Erasmus ed Erasmus Plus. La mobilità internazionale degli studenti universitari, Roma, Università Roma Tre, 2005, ISBN 9788890527326.
- Sofia Corradi, Le Conferenze dei Rettori delle Università, italiana (CRUI), comunitaria (EUREC), paneuropea (CRE), mondiale (AIU-IAU). Storia e documenti» (prima edizione 1998), Roma, Aracne Editrice, 2006, ISBN 978-88-7999-216-9.
- Teresa M. Mazzatosta e Sofia Corradi, Cittadini italiani e cittadini europei. Per una educazione a nuove cittadinanze, Roma, Seam, 2001, ISBN 9788881793396.
- Sofia Corradi, Lezioni di educazione degli adulti, Roma, Aracne Editrice, 2006, ISBN 978-88-7999-271-8.
- Sofia Corradi, Erasmus ed Erasmus Plus. La mobilità internazionale degli studenti universitari. Pubblicato su cartaceo nel 2015, dall’Università “Roma Tre”, con prefazione di Silvia Costa, al tempo Presidente della Commissione Educazione del Parlamento Europeo. L’intero testo bilingue (italiano/inglese) è disponibile sul sito www.sofiacorradi.eu. La versione dell'intero testo in portoghese ed in spagnolo è disponibile online su http://www.fundacionyuste.org/mobilidadescorradi/ .
- Sofia Corradi e Mariachiara Russo (2020) “Erasmus”, Decima Appendice dell’Enciclopedia Italiana di Lettere, Scienze e Arti, Roma: Istituto della Enciclopedia Italiana Treccani, 552-555.

## Onorificenze e premi
- 2016 - Premio Europeo Carlo V, Fondazione Yuste[15]. Il 9 maggio, Giornata dell'Europa, ha ricevuto il Premio Europeo Carlo V dal Re Filippo VI di Spagna e dal presidente del Parlamento Ue Martin Schulz. In tale occasione Stefania Giannini, Ministro all'istruzione, l'ha ringraziata "per la sua straordinaria opera. Alla sua caparbietà dobbiamo un Programma che ha completamente rivoluzionato la vita dei nostri figli contribuendo alla costruzione europea"[1]. La cerimonia ha avuto vasta eco sulla stampa italiana ed europea.
- 2016 - Premio Humboldt-Newman della AIDU (Associazione Italiana Docenti Universitari).
- 2016 - Premio Europeo Capo Circeo, Comunicato Stampa Adn KroGos[16]
- 2017 - Premio Internazionale Anna Lorenzetto, UNLA, Via Milazzo, 11. Roma
- 2018 - Premio "Alcide De Gasperi, Costruttori dell'Europa", Presidenza Provincia di Trento e Bolzano[17]
- 2019 - Premio Bellisario